# Grat d'Aoste
Grat (Ve siècle - Aoste, 7 septembre ...) est un évêque valdôtain du Ve siècle, saint patron de la ville d'Aoste et de la Vallée d'Aoste. Il ne faut pas le confondre avec Grat d'Oloron, premier évêque d'Oloron-Sainte-Marie (Pyrénées-Atlantiques).

## Biographie et légendes

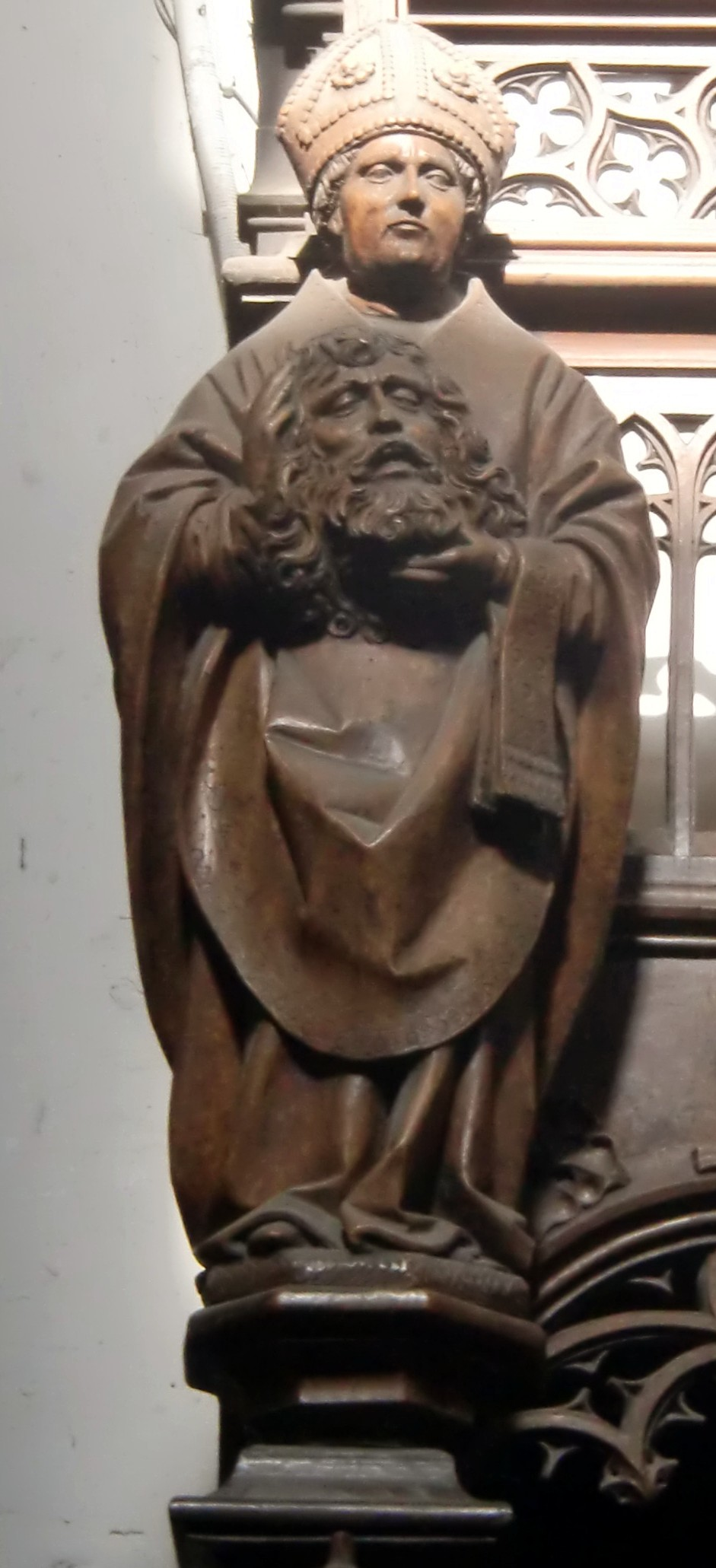
Statue de Saint Grat dans les stalles du chœur de la Collégiale de Saint-Ours à Aoste.

Le culte de saint Grat est aujourd'hui totalement perdu et son histoire a été quelque peu oubliée. Pourtant les Savoyards vouaient un culte fervent et bien établi à ce saint. Autrefois[Quand ?], il ne se passait pas un mois, dans les pays de Savoie, sans qu'une procession, une messe, une invocation à ce saint ne soit faite, en vue de prier contre les insectes et animaux nuisibles aux cultures et plus particulièrement contre les hannetons, les sauterelles et les rats[réf. nécessaire]. 
Mgr Joseph-Auguste Duc dédouble cet évêque en plaçant saint Grat I dans le Ve siècle et saint Grat II au VIIIe siècle. Mais Aimé-Pierre Frutaz réfute cette thèse en 1956 et l'écrivain français Louis Réau dans son Iconographie de l'Art Chrétien  également, pour ne garder que la version actuelle. 
Selon la tradition, Grat collaborait avec Eustasius, le premier évêque d'Aoste. Il prit part au premier synode à Milan convoqué contre Eutychès en mai 451 et il en souscrit les canons : « Ego Gratus presbyter directus ad episcopos mea Eutasio Ecclesia Augustana ». 
Il succède à Eustasius à la tête du diocèse aostois après la mort de celui-ci et vers 470, il participe à la translation du martyr Innocent à l'abbaye de Saint-Maurice d'Agaune. 
On a retrouvé au Moyen Âge sa pierre tombale transférée à la léproserie de Saint-Christophe et de là dans l'église de la paroisse, où est marqué le jour de sa déposition (non de sa mort), le 7 septembre d'un an imprécisé de la seconde moitié du Ve siècle : « Hic Requiescit in Pace SCM Gratus Eps Sud VII ID, SEPTEMB » .
Selon un légendaire totalement fantaisiste rédigé auXIIIe siècle par le chanoine Jacques de Curiis (mort en 1285), il aurait découvert en Palestine la tête de saint Jean Baptiste dans un puits, après que Salomé l'a fait décapiter. La chapelle Saint-Grat, dans le hameau de Vulmix, près de Bourg-Saint-Maurice conserve des peintures murales très colorées du XVe siècle qui développent en vingt panneaux la vie légendaire du saint.

## Culte

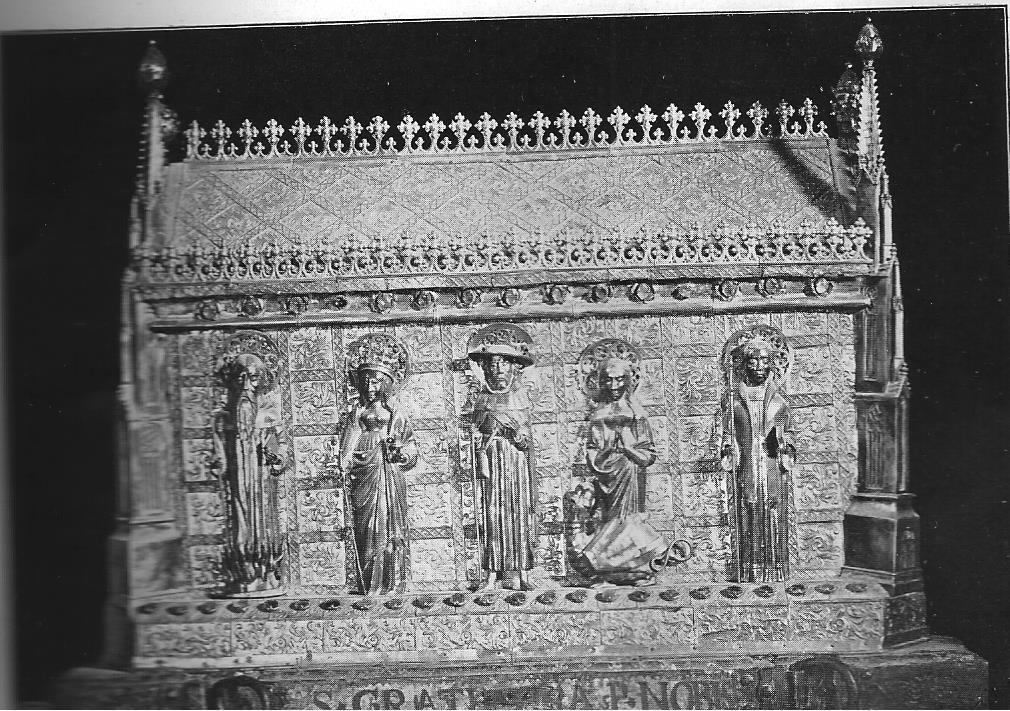
Châsse de saint Grat (cathédrale d'Aoste)

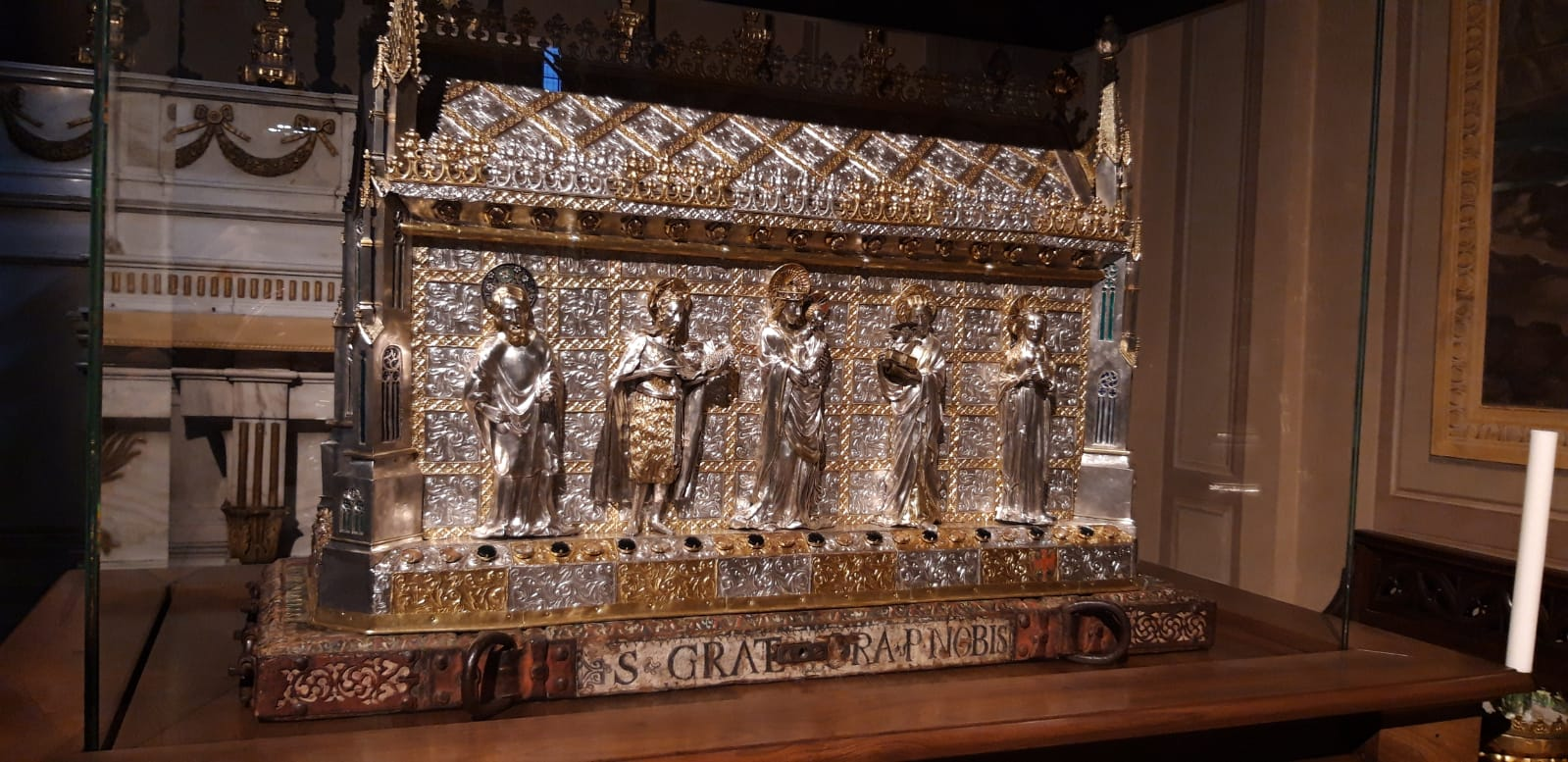
La châsse de saint Grat

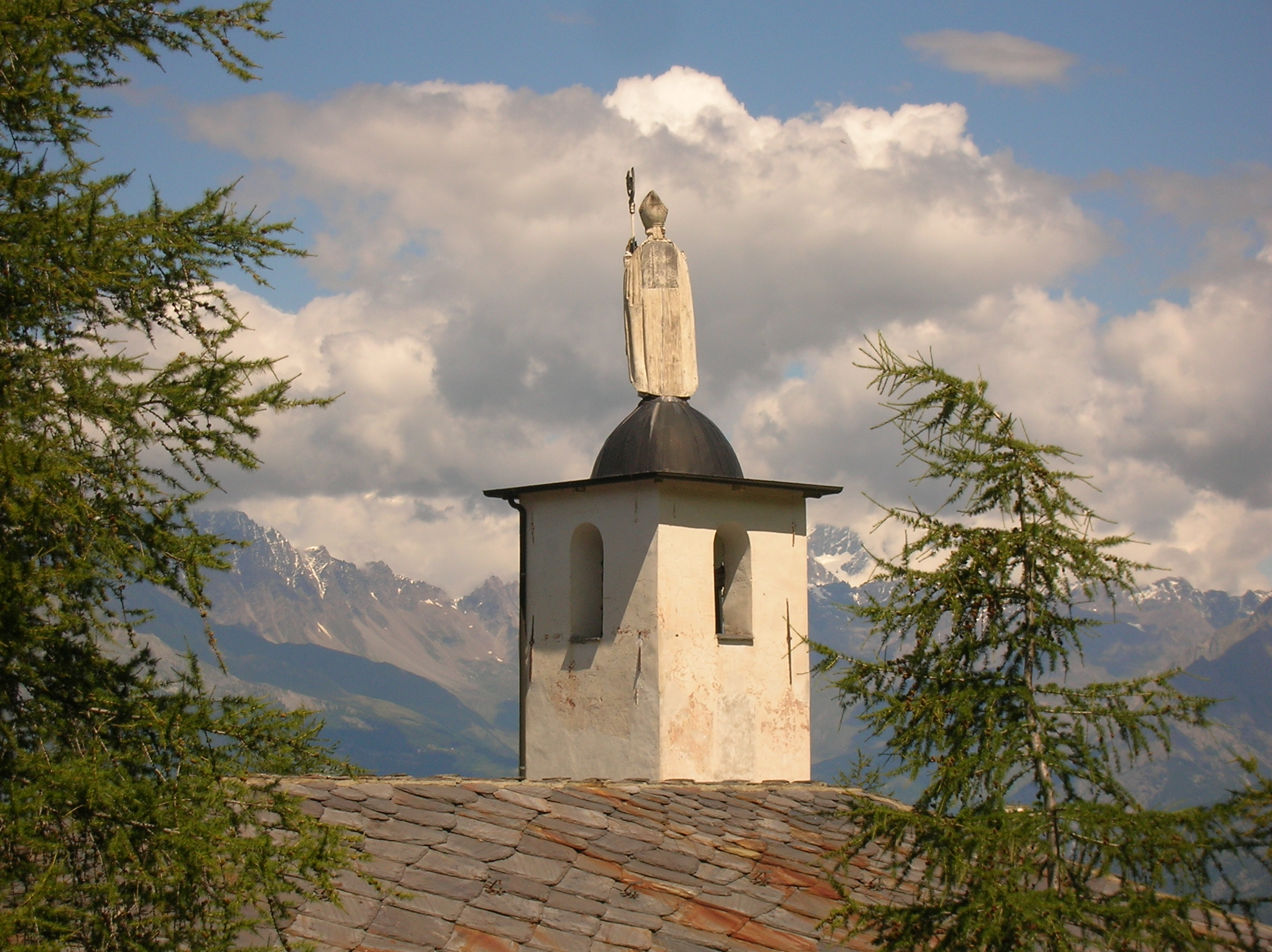
La statue sur le clocher de l'ermitage de Saint-Grat.

Saint-Grat est le saint patron de la ville d'Aoste, de la commune de Valgrisenche et du diocèse d'Aoste, par conséquent de toute la vallée d'Aoste. Il est également le saint patron des communes piémontaises de Piscina, Saluggia et Rossana. Il est également le patron de Conflans en France et de Morlon et de Montbovon en Suisse.
Ses reliques se trouvent dans la cathédrale d'Aoste, dans une châsse réalisée par Guillaume de Locana et complétée par l'orfèvre flamand Jean de Malines. 
Le jour de la Saint-Grat est le 7 septembre. Ses reliques sont portées en cortège dans les rues de la vieille ville d'Aoste, escortées par des jeunes fontainemoreins armés d'un sabre. Cet événement rappelle le fait que, lorsque les reliques du saint ont été volées au Moyen Âge, elles ont été récupérées et ramenées à Aoste depuis la Savoie par des maçons saisonniers fontainemoreins à travers le col près du lac de Saint-Grat dans le haut Valgrisenche. Le 7 septembre est aussi la fête civile de la vallée d'Aoste. 
Le culte de saint Grat est exclusivement pratiqué dans le diocèse d'Aoste et sur les deux versants des Alpes. Il est vénéré en Tarentaise où il est le patron de l'église de Conflans. Saint Grat à une réputation de saint agraire : lors d'une terrible invasions de rats dans la ville d'Aoste il aurait aspergé les rongeurs d'eau bénite en leur ordonnant de s'éloigner. Il est donc vénéré par les vignerons et les cultivateurs comme protecteur des récoltes contre les nuisibles et le insectes, mais aussi des tempêtes, de la grêle, tout comme saint thaumaturge. 
Beaucoup de gens se rendaient à Aoste pour prier sur sa pierre tombale. Pour la sauvegarder, elle a été transférée à Saint-Christophe et murée dans l'église paroissiale, près du dortoir appelé depuis le Moyen Âge la maladière, pour la faire toucher à tous les malades.

## Iconographie

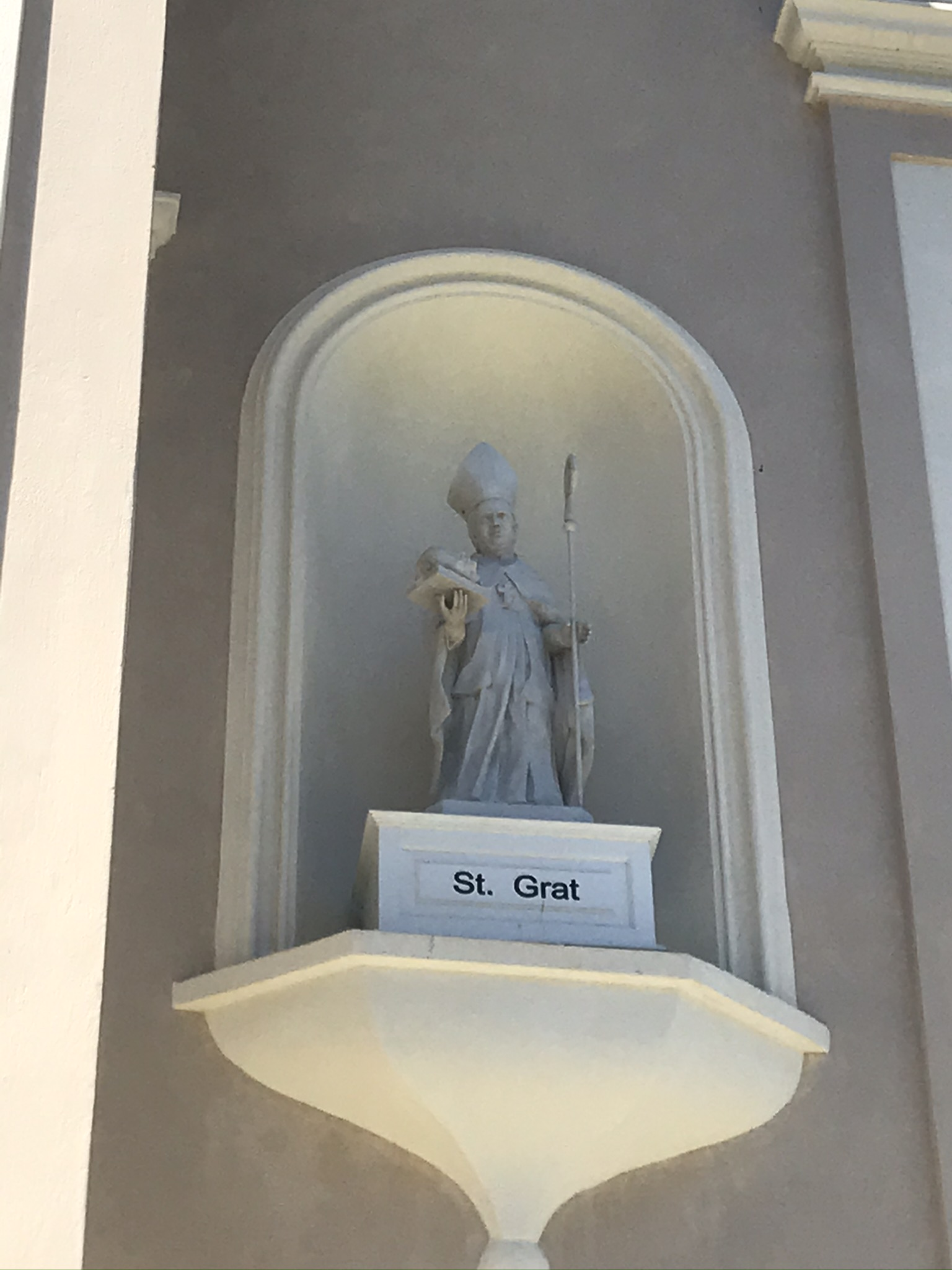
Statue de Saint Grat sur la façade de l'église paroissiale Saint-Maurice à Brusson.

Saint Grat est représenté habituellement avec les signes épiscopaux, avec la tête de saint Jean Baptiste sur un plateau, souvent en train de faire tomber la grêle dans un puits ou de calmer la nature déchaînée.
Devant et à l'intérieur de l'église de Conflans à Albertville (73), on peut voir deux statues représentant saint Grat.
La chapelle de Saint Grat à Lucéram dans l'arrière-pays niçois (06) représente aussi Saint Grat avec la tête de Saint Jean Baptiste sur un plateau.

### Sources
- Pierre-Étienne Duc, Culte de Saint Grat, 8 tomes, Turin-Aoste, 1892-1897
- Matthieu Viettes et Gaspard de la Crête, Vie de Saint Grat, 1575
- (la) Jacques Des Cours, Magnalegenda Sancti Grati, (XIIIe siècle)
- Claudine Gauthier Saint Grat: Etude d'une construction hagiographique dans la Maison de Savoie dans « Le Comté de Nice de la Savoie à l'Europe » Colloque de Nice 24-27 avril 2002 p. 167-173
- (it) Fedele Savio Gli antichi vescovi d'Italia dalle origini al 1300 descretti per regioni: Piemonte Fratelli Bocca Editore 1898.
- (it) Aimé-Pierre Frutaz, Fonti per la storia de la Valle d'Aosta « Cronotassi dei vescovi », Ed. di Storia e Letteratura, Rome, 1966. Réédition 1997  (ISBN 8886523335).